# Joseph Strutt (filántropo)

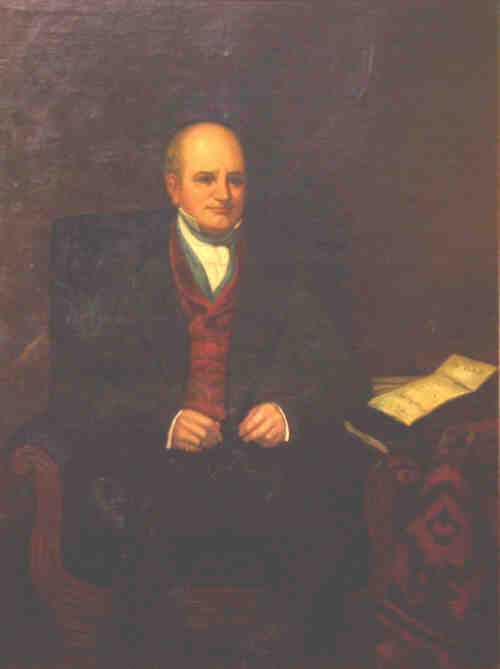
Joseph Strutt en un retrato de la Mayoral Gallery a la Derby Council House

Joseph Strutt (1765-1844) fue uno filántropo inglés nacido y muerto en Derby, ciudad en la cual ejerció múltiples funciones y financió varias instituciones en beneficio de los habitantes de la ciudad.

## Primeros años y familia
Joseph fue el hijo más joven de Jedediah Strutt de Derby, quien también tuvo otros dos hijos, William y George. La familia Strutt hizo fortuna gracias a un molino de seda, algodón y calicial al Morledge de Derby.
Joseph fue bautizadoen la Unitarian Chapel de Friar Gate, en Derby, el 19 de septiembre de 1765, y fue educado a partir de entonces a la Derby School. El 1793 se casó con Isabella Archibold Douglas en la iglesia de St. Oswald, en Ashbourne, en la región de Derbyshire. Isabella murió en 1801 y dejó así Joseph con un hijo y dos hijas, Caroline e Isabella. Carolina se casó con Edward Hurt, pero murió en 1835; Isabella se casó con John Howard Galtod, de la Hadzor House, y fue la madre de Sir Douglas Strutt Galton.

## Carrera
Strutt sirvió en la Derby Corporation desde la edad de 28 años, trabajando en varias oficinas, incluyendo la Chief Magistrate y dos periodos como alcalde de la ciudad de Derby. En su segundo mandato se convirtió en el primer alcalde de la Derby reformada con el nuevo borough; empezó el noviembre de 1835 y duró un año, hasta noviembre de 1836.
Strutt fue un reformista social radical durante toda su vida, y dedicaba la mayoría de su tiempo al servicio del pueblo. Tenía la firme convicción que, para ganarse el respecto de las clases trabajadoras y reformarlas de "su comportamiento sucio y placeres oscuros"; se les tenían que dar las mismas oportunidades para poder disfrutar de placeres civilizados, como por ejemplo exposiciones de arte y espacios abiertos, igual que las disfrutaban las clases altas de la sociedad. Strutt también fundó la Mechanics Institution en 1824.
Sirvió, también, como teniente suplente de la milicia local durante las Guerras Napoleónicas, cuando Inglaterra se enfrentó a la amenaza de la invasión francesa.
Strutt abrió su propia casa y jardines en Thorntree House en St. Peter's Street, actualmente suyo del HSBC Bank, como una galería y museo de arte, para beneficio de todas las clases de los ciudadanos de Derby y con el objetivo de cultivar una apreciación común de obras de arte. Estas obras incluían esculturas de W. J. Coffee, representando el trabajo de escultores de los periodos del antigüedad clásica y del Renacimiento, así como una colección de pinturas de artistas famosos de este último periodo. Su colección de pinturas ofrecía a los ciudadanos de a pie ver ejemplos de muy buenas obras de arte. Además, su exposición de artefactos también mostraba una momia egipcia, la cual se cree que es la que se muestra en la actualidad en el Derby's Central Museum.
Entre otras muchas cosas, Strutt fue presidente de la Mechanics Institution que él mismo fundó el 1824, y dio una suscripción anual para apoyar a su trabajo. La Exhibición de Derby de 1839, que tuvo lugar al salón de lecturas del Instituto, incluyó pinturas que provenían de la colección de Strutt; muchas de estas se cree que formaron parte de la primera colección de los Derby Museums.
Strutt, además, también dio 1.000 libras a la Athenaeum Society para ayudar a construir la Athenaeum Building, una galería de arte y museo que ofrecía exposiciones de arte y exhibiciones al público general. También apoyó de manera financiera a la Derbyshire General Infirmary, la cual más tarde se convertiría en la Derbyshire Royal Infirmary y que fue diseñada por su hermano mayor, William Strutt. Strutt, pero, es conocido sobre todo por su regalo a la sociedad de Derby: el Arboretum. El Arboretum fue diseñado para enseñar y para ser un lugar de ejercicio y entrenamiento; de hecho, se trata del primer parque público que nunca ha existido en Inglaterra. Strutt contó con el servicio de John Claudius Loudon para perfilar su diseño, que fue completado a un coste personal de 10.000 libras.
Strutt murió el 13 de enero de 1844 en su casa de St. Peters Street después de haber asistido a un encuentro para dictaminar su voto a favor de mejorar las condiciones sanitarias de la ciudad de Derby. Ya había estado enfermo durante un tiempo y sufrió una recaída de la cual ya no se llegó a recuperar nunca. Fue enterrado junto con su esposa, Isabella, a la Friargate Unitarian Chapel a Friar Gate. La capilla fue demolida en los años 70 para hacer lugar al complejo Heritage Gate office Complex, que actualmente incorpora una moderna Unitarian Chapel.